# جيورجي ماركس
جيورجي ماركس (بالمجرية: Marx György)‏ هو عالم فيزياء فلكية وفيزيائي مجري، ولد في 25 مايو 1927 في بودابست في المجر، وتوفي بنفس المكان في 2 ديسمبر 2002.